# Greyson Chance
Greyson Michael Chance (Wichita Falls, 16 augustus 1997) is een Amerikaanse zanger, songwriter en pianist. In april 2010 plaatste hij een video waarin hij zijn eigen versie (met behulp van zang en piano spelen) van Paparazzi - van Lady Gaga - op YouTube. Deze video werd opgepikt door de Amerikaanse talkshowpresentatrice Ellen DeGeneres, die hem vrijwel direct tekende voor haar label, eleveneleven. Zelf componeerde hij twee muziek stukken met zang, Broken Hearts en Stars. Deze nummers plaatste hij ook op YouTube.
Nadat DeGeneres hem getekend had, begon Chance vrijwel direct met het opnemen van nummers. Zijn debuutsingle, "Waiting Outside the Lines", werd op 26 oktober 2010 uitgebracht.
Op 23 mei 2011 bracht Greyson Chance zijn tweede single "Unfriend You" in première in The Ellen DeGeneres Show. Greyson kondigde ook zijn aankomende debuutalbum "Hold On 'Til the Night" aan. De releasedatum was op 2 augustus 2011. In 2011 speelde hij ook een gastrol in So Random!. Hij speelde zichzelf in de aflevering die zijn naam droeg, aflevering 2 van seizoen 1.

## Biografie
Greyson werd geboren op 16 augustus 1997, in Wichita Falls, Texas. In mei 2010 beëindigde hij zijn zesde leerjaar aan Cheyenne Middle School in Edmond. Nu krijgt hij online les. Hij is het jongste kind van Scott en Lisa Chance, en heeft 16-jaar oude zus Alexa en een 19-jaar oude broer Tanner. Allebei spelen ze eveneens zoals Greyson piano. Hij heeft drie jaar pianolessen gevolgd, maar nooit zanglessen.
In 2017 maakte Greyson bekend homoseksueel te zijn.

## Discografie

### Albums
| Album met eventuele hitnotering(en) in de Nederlandse Album Top 100 | Datum van verschijnen | Datum van binnenkomst | Hoogste positie | Aantal weken | Opmerkingen |
| ------------------------------------------------------------------- | --------------------- | --------------------- | --------------- | ------------ | ----------- |
| Hold on 'til the night                                              | 02-08-2011            | -                     |                 |              |             |

### Singles
| Single met hitnotering(en) in de Vlaamse Ultratop 50 | Datum van verschijnen | Datum van binnenkomst | Hoogste positie | Aantal weken | Opmerkingen |
| ---------------------------------------------------- | --------------------- | --------------------- | --------------- | ------------ | ----------- |
| Waiting outside the lines                            | 26-10-2010            | 19-11-2011            | tip45           | -            |             |
| Unfriend you                                         | 23-05-2011            | -                     |                 |              |             |